# جایگزین
جایگزین (به کرواتی: Surogat) (به انگلیسی: Ersatz and The Substitute) یک فیلم پویانمایی کوتاه، ساخته دوشان ووکوتیچ محصول ۱۹۶۱ تولید شده در زاگرب فیلم است.

## داستان
سوروگات به معنای جایگزین دربارهٔ سفر مردی است به کنار یک ساحل، که هر آنچه همراه دارد به نوعی بادی است. فیلم‌نامه این پویانمایی توسط رودولف سرمک نوشته شده و ۱۰ دقیقه زمان دارد.

## جایزه اسکار
دوشان ووکوتیچ در سی و چهارمین دوره جوایز اسکار در سال ۱۹۶۱ برای کارگردانی انیمیشن جایگزین به جایزه اسکار بهترین پویانمایی دست یافت.

## اهمیت و تأثیرگذاری
سوروگات یا جایگزین بعد از کسب جایزه اسکار بیشتر باعث شناسایی مکتب انیمیشن زاگرب شد. در مکتب زاگرب اصل کار بر سادگی و خلق کاراکترهایی بود که کودکان و بزرگسالان به تمام معنی آنها را در زندگی خود لمس کنند. طنز؛ سادگی و غلبه محتوی بر فرم از اصلی‌ترین عناصر تشکیل‌دهنده سیاست هنری انیماتورهای مکتب زاگرب بود. خالقان این انیمیشن‌ها موضوع را بسیار مهم می‌دانستند و سادگی در بیان آن را برای تماشاگران جا انداختند.